# الدالیه
الدالیه (به عربی: الدالیة) یک روستا در سوریه است که در استان لاذقیه واقع شده‌است. الدالیه ۴٬۵۴۰ نفر جمعیت دارد.